# Verordnung zur Ausschaltung der Juden aus dem deutschen Wirtschaftsleben
Mit der Verordnung zur Ausschaltung der Juden aus dem deutschen Wirtschaftsleben (RGBl. 1938 I, S. 1580) vom 12. November 1938 wurde Juden der Betrieb von Einzelhandelsverkaufsstellen sowie die selbständige Führung eines Handwerksbetriebs mit Wirkung zum Jahresende 1938 untersagt. Auch durften Juden nicht mehr als Betriebsführer tätig sein und konnten als leitende Angestellte ohne Abfindung entlassen werden.
Kurze Zeit später, am 3. Dezember 1938, folgte die „Verordnung über den Einsatz des jüdischen Vermögens“ (RGBl. 1938 I. S. 1709), die über die erforderlichen Ausführungsbestimmungen weit hinausging und Juden zum Verkauf ihrer Immobilien zwang sowie ihnen die Verfügung über ihre Ersparnisse entzog.
Die „Verordnung zur Ausschaltung der Juden aus dem deutschen Wirtschaftsleben“, die unmittelbar nach den Novemberpogromen erlassen wurde, stellt mit großer Wahrscheinlichkeit die verschärfte Fassung eines bereits Anfang November entstandenen Entwurfs dar.

## Inhalt
Juden gemäß der Definition der Ersten Verordnung zum Reichsbürgergesetz wurde ab 1. Januar 1939 der Betrieb von Einzelhandelsverkaufsstellen, Versandgeschäften und dergleichen verboten. Auch die Gewerbeausübung auf Märkten und Messen wurde untersagt. Verboten war auch der selbständige Betrieb eines Handwerks.
Juden durften nicht mehr „Betriebsführer“ sein. Eine zweite Durchführungsverordnung  ließ Juden auch nicht mehr als „Stellvertretenden Betriebsführer“ zu. Als leitende Angestellte konnte ihnen mit einer Frist von sechs Wochen ohne Abfindung gekündigt werden.
Die Mitgliedschaft eines Juden in einer Genossenschaft erlosch zum Stichtag.
Der Reichswirtschaftsminister wurde ermächtigt, die erforderlichen Ausführungsbestimmungen zu erlassen und Ausnahmeregelungen zu schaffen, soweit dies für eine Überführung in nichtjüdischen Besitz erforderlich war.

## Geltung
Die Verordnung wurde am 12. November 1938 erlassen. Sie wurde bereits am 3. Dezember 1938 durch die „Verordnung über den Einsatz des jüdischen Vermögens“ erheblich verändert und inhaltlich ausgeweitet. Förmlich aufgehoben wurde die Verordnung am 20. September 1945 durch das Kontrollratsgesetz Nr. 1 betreffend die Aufhebung von NS-Recht.